# Los Ronaldos
Los Ronaldos fue un grupo de música rock español liderado por Coque Malla, surgido en Madrid en 1985 y activo hasta 1998. A pesar de ello, en 2007 se reunieron nuevamente con motivo del lanzamiento del EP 4 Canciones, por el cual realizaron posteriormente una gira de la que también se grabó un álbum en directo titulado La Bola Extra. En 2008 se volvieron a separar y continuaron sus carreras en solitario.

## Historia
El primer ensayo del grupo fue en 1985. Dieron su primer concierto en enero de 1986 y, finalmente, en 1987 publicaron su primer álbum: ‘Los Ronaldos’. "Parece rápido, sí, pero hay mucho, mucho trabajo en ese tiempo" (Luis Martín). A partir de 1987, comenzaron a actuar de manera periódica en pequeños locales de la ciudad de Madrid. El fichaje por la multinacional EMI les permite publicar su primer álbum, titulado Los Ronaldos, que contiene uno de sus primeros éxitos. De aquel primer LP surgen varios éxitos inmediatos como “Sí, sí”, “Si os vais” o “Ana y Choni”. Su siguiente álbum, Saca la Lengua (1988), es el que contará con la mejor acogida de su carrera, especialmente debido a su tema estrella, “Adiós papá”, una de las canciones más populares del grupo. En 1990, sale a la luz Sabor salado, grabado en Reino Unido y producido por John Cale, que no contó con un respaldo del público tan masivo como los dos anteriores.
Sus siguientes dos discos tampoco se ganaron el favor de sus seguidores y, en 1995, el batería Ricardo Moreno abandonó la formación, siendo sustituido por Daniel Parra. Con él publicaron en 1996 el que sería su último disco, Quiero que estemos cerca, una grabación en directo que incluía todos sus grandes éxitos. Dos años después la banda se disolvió.
En 2007 volvió a reunirse la formación original de Los Ronaldos con motivo del lanzamiento de un nuevo EP titulado 4 Canciones, que contenía varios temas inéditos que se convirtieron en grandes éxitos como "No puedo vivir sin ti". En el verano de ese año realizaron una gira de promoción, de la que se grabó un álbum en directo titulado La Bola Extra.
En 2008 se volvieron a separar y continuar sus carreras en solitario.

## Discografía

### LP
- Los Ronaldos (1987)
- Saca la lengua (1988)
- Sabor salado (1990)
- Cero (1992)
- Idiota (1994)
- Quiero que estemos cerca (1996)
- Guárdalo con amor (2005)
- 4 Canciones (2007)
- La bola extra (2008)

### Sencillos
- Si os vais   (1987)
- Quiero más   (1987)
- Guárdalo     (1987)
- Sí, sí  (1987)
- Por las noches  (1988)
- Adiós papá  (1988)
- Siesta de alcohol   (1989)
- Saca la lengua para bailar    (1989)
- Que vamos a hacer   (1989)
- Sabor salado   (1990)
- Ya no me engañas   (1990)
- Sentí llamar    (1990)
- Así no se vive bien    (1992)
- Esperando un milagro    (1992)
- Tú verás    (1992)
- Alguien espía    (1992)
- Idiota    (1994)
- Yo detrás     (1994)
- ¿Quién anda ahí?    (1994)
- Y no cantaré    (1994)
- Me gustan las cerezas   (1996)
- No puedo vivir sin ti  (2007)